# Pomponij Mela
Pomponij Mela (latinsko Pomponivs Mela) je bil najzgodnejši rimski geograf, ki je ustvarjal okoli leta 43 n. št., * 1. stoletje pr. n. št., Tingentera (zdaj Algeciras, Španija), † okoli 45.  
Njegovo kratko delo De situ orbis libri III. (slovensko Knjiga o krajih sveta) je ostalo v rabi skoraj do leta 1500. Knjiga obsega manj kot sto strani običajnega tiska, Encyclopædia Britannica (1911) pa jo opisuje kot delo,"suhoparno v slogu in pomanjkljivo v metodi, vendar čistega latinskega jezika in občasno razbremenjeno s prijetnimi besednimi slikami". Za geografske dele De situ orbis Plinij starejši v Historii naturalis trdi, da je Mela zanje pomembna avtoriteta, sicer pa je De situ orbis edina uradna razprava o tej temi v klasični latinščini. 

## Biografija
O Pomponiju je le malo znanega. Izjemi sta njegovo ime in ime rojstnega kraja, majhnega mesta Tingentera ali Cingentera (Iulia Traducta) v zalivu Algeciras v južni Španiji.
Datum njegovega pisanja je mogoče približno določiti z njegovo aluzijo (iii. 6 § 49) na predlagano britansko ekspedicijo vladajočega cesarja, skoraj zagotovo Klavdijevo ekspedicijo leta 43. Da se ta odlomek ne more nanašati na Julija Cezarja, dokazuje več sklicevanj na dogodke med Avgustovo vladavine, zlasti za nekatera nova imena španskih mest. Mela, tako kot Seneka starejši in Seneka mlajši, Lukan, Marcijal, Kvintilijan, Trajan in Hadrijan, so bili pripadniki italskih skupnosti v različnih delih Španije, ki so se sčasoma preselili v Rim. Domneva se, da bi bil Pomponij Mela lahko na nek način povezan z Markom Anejem Melo, sinom Seneke starejšega in Lukanovim očetom.

## Geografsko znanje
Melovi splošni pogledi na svet so se večinoma ujemali s pogledi grških piscev od Eratostena do Strabona. Slednjega Mela verjetno ni poznal. Pomponij je med starimi geografi edinstven v tem, da je Zemljo razdelil na pet območij, od katerih sta bili le dve primerni za bivanje, in hkrati trdil, da obstajajo naseljena ozemlja na južnem zmernem pasu, nedostopnem ljudem severnih zmernih območij zaradi neznosne vročine v vmesnem pasu. Delitev in meje Evrope, Azije in Afrike je povzel po Eratostenu. Kot vsi klasični geografi od Aleksandra Velikega, razen Ptolemaja, je menil, da je Kaspijsko jezero vhod v Severni ocean, ki ustreza Perzijskemu in Arabskemu zalivu (Rdeče morje) na jugu. 
Njegove predstave o Indiji so manjvredne od predstav nekaterih prejšnjih grških piscev. Mela sledi Eratostenovi domnevi, da Indija zavzema jugovzhodni kot Azije, od koder se obala zasuče proti severu do Skitije in nato zavije proti zahodu do Kaspijskega morja. Rifejsko gorovje in Hiperborejo kot običajno postavlja v bližino Skitskega oceana. V poznavanju vzhodne Evrope je bil nekoliko pred grškimi geografi. Bolj natančno kot Eratosten ali Strabon je definiral zahodno obalo Iberskega polotoka in Galije ter njeno razčlenjenost z Biskajskim zalivom. Njegove predstave o Britanskem otočju in njegovem položaju so jasnejše od predstav njegovih predhodnikov. Mela je bil prvi, ki je kot Orkade poimenoval Orkneyjske otoke in jih dokaj pravilno definiral in lociral. Njegovo znanje o severni Evropi je bilo nepopolno, vendar je govoril o velikem zalivu (Codanus sinus) na severu Germanije. Med tamkajšnjimi številnimi otoki omenja "izjemno velik" otok Codanovia. To ime se ponovno pojavi v delu Plinija starejšega kot Scatinavia. Codanovia in Scatinavia sta latinska prevoda protogermanskega *Skaðinawio, germanskega imena Skandinavije.